# 2-Hexanol
2-Hexanol (hoặc hexan-2-ol) là một alcohol gồm 6 nguyên tử cacbon, trong đó nhóm OH nằm trên nguyên tử cacbon thứ hai. Công thức hóa học của hợp chất là C6H14O hoặc C6H13OH. Chất này là một đồng phân của các hexanol khác. 2-Hexanol có tâm bất đối xứng và có thể được phân giải thành hai đồng phân đối quang khác nhau.